# 狭叶山野豌豆
狭叶山野豌豆（学名：Vicia amoena var. oblongifolia）为豆科野豌豆属下的一个变种。